# 和田孝
和田 孝（わだ たかし、1929年10月5日 - 2023年4月4日）は、日本の俳優。 神奈川県出身。

## 来歴・人物
昭和20年4月、海軍予科兵学校入学。戦後旧制水戸高等学校理科を経て、新制早稲田大学文学部芸術学科入学。昭和23年9月俳優座養成所入学後に早大を中退。昭和26年俳優座養成所卒業とともに新東宝に入社。大蔵貢社長時代、「時代劇向きの名前にしろ」という社長命令により、一時「和田桂之助」を名乗っていたことがある。昭和34年フリーとなり、おもに東宝系の映画、テレビ等に出演。昭和41年（有）和田工芸スタジオ設立と同時に俳優を引退するが、以後も時折ゲスト出演などを行っている。昭和57年に和田工芸スタジオ解散。著書に『アフガニスタン、そして……　中東団体旅行』（2003年　東京図書出版）。90歳の誕生日となる2019年10月5日には、渋谷シネマヴェーラのトークショーで健在ぶりを示した。

## 出演作品

### 映画
- 愛の砂丘（1953年、新東宝）
- もぐら横丁（1953年、新東宝）
- 戦艦大和（1953年、新東宝） - 中谷少尉
- 石中先生行状記　青春無銭旅行（1954年、新東宝）
- 浮かれ狐千本桜（1954年、新東宝） - 源義経
- 人間魚雷回天（1955年、新東宝） - 岡田少尉
- 皇太子の花嫁（1955年、新東宝）
- 社長三等兵（1956年、新東宝）
- 恋すがた狸御殿（1956年、東宝-宝塚映画）
- 明治天皇と日露大戦争（1957年、新東宝）
- 剣聖暁の三十六番斬り（1957年、新東宝）
- 怪談累が渕（1957年、新東宝）
- 不如帰（1958年、新東宝）
- 亡霊怪猫屋敷（1958年、新東宝）
- 裸女と殺人迷路（1959年、新東宝）
- 女吸血鬼（1959年、新東宝）
- 女死刑囚の脱獄（1960年、新東宝、和田桂之助） - 島明夫
- 黒い画集　ある遭難（1961年、東宝）
- 南の島に雪が降る（1961年、東宝）
- おゝい、雲！（1965年、東映）